# مخطط P-P
تُعتبر الرسوم البيانية والأدوات التحليلية أساسية في مجال الإحصاء وعلم البيانات، حيث تساعد على فهم البيانات واستخلاص النتائج والاستنتاجات. من بين هذه الأدوات تبرز الـ "P-P Plot" وهي أداة تُستخدم لتقييم توزيع البيانات ومقارنته بتوزيع معياري.

## مفهوم P-P Plot
تعد P-P Plot اختصارًا لـ "Probability-Probability Plot"، وهي رسم بياني يستخدم لتقييم مدى تطابق توزيع البيانات الفعلية مع توزيع معياري مثل التوزيع الطبيعي (Normal Distribution). يتم رسم P-P Plot عن طريق وضع القيم المرتبة في ترتيب تصاعدي على محور x، ووضع القيم المتوقعة (التي تتبع التوزيع المعياري) على محور y. إذا كانت البيانات تتبع التوزيع المعياري، فسيكون الرسم البياني عبارة عن خط مستقيم بزاوية 45 درجة.

## كيفية رسم P-P Plot
لرسم P-P Plot، يتم اتباع الخطوات التالية:
1. ترتيب البيانات بحيث تكون مرتبة في ترتيب تصاعدي.
2. حساب النسب المئوية المتوقعة لكل قيمة باستخدام التوزيع المعياري (مثل التوزيع الطبيعي).
3. رسم النقاط، حيث تكون القيم المرتبة في ترتيب تصاعدي على محور x والنسب المئوية المتوقعة على محور y.

## أهمية P-P Plot
1. تحقق من توزيع البيانات: يساعد P-P Plot على التحقق مما إذا كانت البيانات تتبع توزيعًا معينًا مثل التوزيع الطبيعي أو لا.
2. تقييم الانحراف عن التوزيع المعياري: إذا كانت البيانات تختلف عن التوزيع المعياري، يمكن استخدام P-P Plot لتقدير طبيعة هذا الانحراف.
3. التحقق من فعالية النماذج الإحصائية: يُستخدم P-P Plot أيضًا لتقييم النماذج الإحصائية، حيث يمكن استخدامه للتحقق من مدى توافق توزيع البيانات المتوقعة من النموذج مع البيانات الفعلية.

## استنتاج
إن P-P Plot أداة قيمة في مجال الإحصاء وعلم البيانات، حيث تُستخدم لتحليل توزيع البيانات وتقييم فعالية النماذج الإحصائية. من خلال فهمها واستخدامها بشكل صحيح، يمكن للباحثين والمحللين استخلاص استنتاجات دقيقة حول البيانات والظواهر التي يدرسونها.